# Bollullos Par del Condado
Bollullos Par del Condado es un municipio y localidad española de la provincia de Huelva, en Andalucía. Cuenta con una población de 14 359 habitantes (INE 2024) y una superficie de 50 km². Recibe el apelativo de «Par del Condado» (en castellano antiguo, "par" equivale a "cerca de") por estar junto al Condado de Niebla.
Su economía es principalmente de tipo agrícola (viñedo, aceitunas), aunque también hay que reseñar la importancia de la industria vitivinícola y el auge cada vez mayor del sector servicios, en el que destacan la reparación de vehículos de motor, artículos personales y de uso doméstico, la construcción, la industria de la alimentación, bebidas y tabaco, la hostelería y la industria de la madera y el corcho.

## Historia
Los orígenes de este pueblo, según los numerosos vestigios arqueológicos hallados en sus contornos, se pierden en la antigüedad. La Edad del Bronce ha dejado restos de gran valor, tanto histórico como artístico, como útiles de piedra. La época romana legó a la localidad su primera referencia escrita: el nombre, Bubulca, es la clara evidencia de una ocupación que se refleja en unas columnas halladas en los alrededores de esta localidad y que fueron usadas después en la edificación de iglesias y ermitas. Hallazgos arqueológicos encontrados en los alrededores del actual núcleo de la población y, más recientemente, los hallados en la zona llamada "el Perú", ratifican y confirman la importancia del poblamiento en épocas romana y árabe.
La actual ciudad aparece ya con el nombre de Bollullos entre otros pueblos llevados en dote por María Coronel, cuando se casó en 1282 con Alonso Pérez de Guzmán (Guzmán el Bueno). Siguió bajo el señorío de los Guzmanes y, más tarde, en el Condado de Niebla y su tierra, en 1369, cuando otro Alonso Pérez de Guzmán, nieto del anterior, se casó con la sobrina del rey, Juana, perpetuándose título y territorio en la Casa Ducal de Medina Sidonia. Con la extinción de los señoríos, adquiría este poblamiento el título de villa, constituyéndose entonces el correspondiente Ayuntamiento.
Curiosamente, en su nombre se encuentra la definición Par del Condado. El adverbio "par" en castellano antiguo equivalía a "cerca de", en este caso al Condado de Niebla.
Los datos más fidedignos nos muestran en el siglo XV un término municipal formado por varios asentamientos humanos, situados en los alrededores del actual núcleo de población: junto al popularmente conocido como convento franciscano de San Juan de Morañina (San Juan Bautista) en los parajes de Marchenilla, Reyerta, Villares y Cabezo de Santiago, en las proximidades de la actual ermita de Ntra. Sra. de las Mercedes. La principal lacra de la época, la peste, terminó desplazando a todos estos núcleos poblacionales hacia el actual emplazamiento de la localidad, donde ya en 1645 se contabilizaban unas 3000 almas.

### Edad Contemporánea
A principios del siglo XX, Bollullos contaba con una población inferior a los 8000 habitantes (7922), alcanzando actualmente una cifra cercana a los 14 000, lo que convierte a Bollullos en una de las localidades del interior de la provincia de Huelva con mayor crecimiento demográfico del siglo XX. Dos hechos históricos marcarán la vida de Bollullos y sus ciudadanos en ese siglo: las parcelaciones de dehesas de los años veinte y la creación de la Sociedad Cooperativa Vinícola del Condado, en 1956, que aglutina no sólo la mayor parte de la producción de vino de la ciudad, sino también de la comarca del Condado de Huelva, denominación de origen a la que se acogen la gran mayoría de los caldos de este municipio.
Desde finales del siglo XIX hubo algunos intentos de construir un ferrocarril en la zona del Condado, si bien estos no se materializaron. No sería hasta 1919 cuando se puso en marcha la construcción de una línea férrea de vía estrecha que enlazaba Bollullos con La Palma del Condado, donde se efectuaba un empalme con la línea Sevilla-Huelva. El trazado entró en servicio en 1921 y durante sus primeros años tuvo un tráfico fluido tanto de pasajeros como de mercancías. Llegó a planease extender la vía a otras poblaciones del Condado, como Almonte. Sin embargo, los problemas económicos terminarían llevando a que en 1931 cesara la actividad de este ferrocarril.
El 28 de agosto de 1948 el Ministerio de la Gobernación concedió a Bollullos Par del Condado el título de ciudad, previo informe positivo de la Real Academia Española de la Historia y a raíz de la solicitud enviada por el Ayuntamiento de la localidad.

## Demografía
Bollullos Par del Condado cuenta con una población de 14 359 habitantes (INE 2024).
| Gráfica de evolución demográfica de Bollullos Par del Condado entre 1842 y 2021                                     |
| |
| Población de derecho según los censos de población del INE Población de hecho según los censos de población del INE |

## Economía

### Evolución de la deuda viva municipal
El concepto de deuda viva contempla sólo las deudas con cajas y bancos relativas a créditos financieros, valores de renta fija y préstamos o créditos transferidos a terceros, excluyéndose, por tanto, la deuda comercial.
| Gráfica de evolución de la deuda viva del Ayuntamiento de Bollullos Par del Condado entre 2008 y 2023                |
| |
| Deuda viva del Ayuntamiento de Bollullos Par del Condado, en miles de euros, según datos del Ministerio de Hacienda. |

## Patrimonio

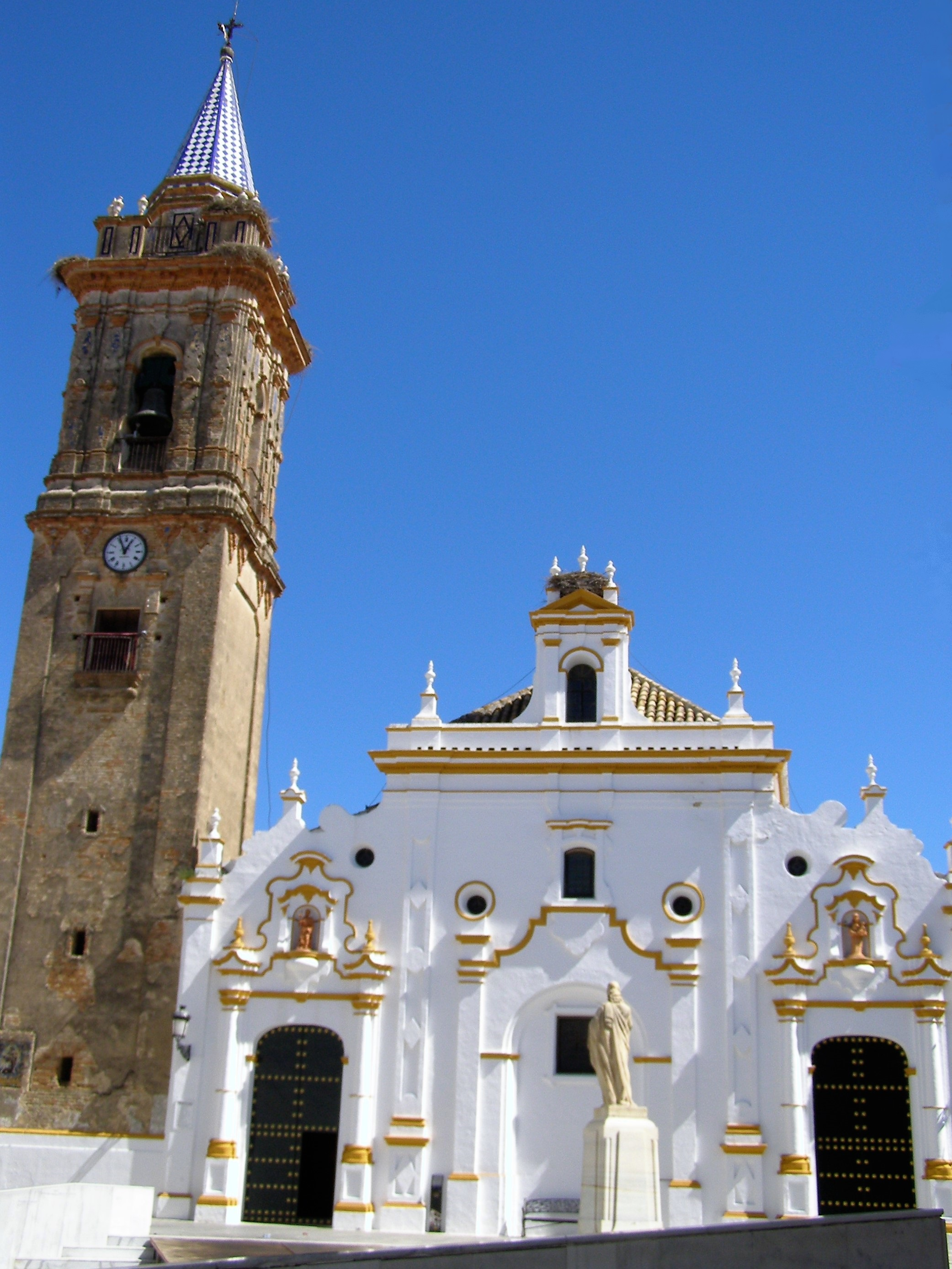
Iglesia parroquial de Santiago Apóstol

- Iglesia parroquial de Santiago Apóstol, de estilo mudéjar y barroco. Fachada y torre del siglo XVIII, obra de Antonio de Figueroa y Ruiz. Fue inscrita como bien de interés cultural con la tipología de monumento en 2007.
- Conjunto bodeguero, compuesto por varias decenas de bodegas monumentales correspondiente al periodo entre los siglos XVIII y XX.
- Edificio Majuelo-Soto, destinado a bodega, fue construido como caseta de feria del Círculo de Labradores de Sevilla.
- Ermita de Ntra. Sra. de las Mercedes, patrona de la ciudad. Estilo colonial. Del siglo XX. Delante de la ermita existe un monumento romano, columna de mármol, procedente de un templo romano anterior a J.C.
- Ruinas del convento de Morañina. La construcción se levanta en un altozano, en el término de Los Villares de Marchenilla, en el camino que conducía de Almonte a la localidad de Sanlúcar de Barrameda, sobre la antigua ermita rural de San Juan de Morañina. Su nombre quizás proceda, según Juan de Ledesma, de una antigua parienta de los Duques de Guzmán Medina Sidonia, que habitaba en un castillo próximo a la ermita. De ahí puede que se llamase San Juan de Morañina, “donde mora la niña de Guzmán”. Fue en el año 1400, concretamente el 16 de febrero, cuando se fundó este convento, que correspondía a los religiosos de tercera orden de penitencia de San Francisco. La fundación se vio ayudada por Enrique Pérez de Guzmán y Castilla, segundo Conde de Niebla, con la donación de las rentas de la dehesa de Montañina y la finca de los Villares. Desde su fundación en el siglo XV hasta comienzos del siglo XVII, el convento fue lugar de peregrinación de todos los devotos de la comarca. Allí se acudía a venerar a la imagen de Santa María de Morañina, la Virgen de la Consolación. En el año 1602, la comunidad de franciscanos decidió trasladarse a un nuevo convento construido en Sevilla, llamado Nuestra Señora de Consolación. Al marcharse se llevaron consigo todos los objetos de culto incluida la imagen de la virgen. Para ello pidieron y obtuvieron el 14 de julio de 1603 bula de autorización del Papa Clemente VII. Años más tarde, por las circunstancias propias de la orden y a instancias de los vecinos, regresaron los frailes, aunque no se trajeron la imagen de la virgen que se quedó definitivamente en Sevilla, donde hoy se venera en el altar mayor de la iglesia de los Terceros. En su lugar trajeron una imagen de la virgen del Socorro. La imagen de la virgen, de unos 90 cm de altura, de autor anónimo del siglo XVII, se conserva actualmente junto a lo que fue parte del altar mayor del convento, en la Capilla de Nuestro Padre Jesús Nazareno. El estilo artístico del Convento es mozárabe, construido con ladrillos cocidos. Desde la marcha de los frailes provocada por las Leyes de Desamortización, hicieron que a partir del año 1836, el Convento pasara a manos privadas (la finca fue comprada por Antonio Delgado Hernández) y que el edificio sufriera un progresivo deterioro. Esto ha hecho que actualmente se conserven pocos elementos del antiguo edificio, así como la vegetación de la época de máximo esplendor del Convento.

### Patrimonio inmaterial
Las fiestas más importantes en Bollullos son las siguientes:
- San Sebastián. Celebrada el sábado más próximo al 20 de enero. En la dehesa del parque natural San Sebastián.
- Carnavales. Celebrados en el mes de febrero. Es una de las fiestas más importantes de la Localidad.
- Semana Santa. En la que salen a la calle siete misterios y seis palios:
  - Domingo de Ramos. La Borriquita.
  - Lunes Santo. Jesús en su Prendimiento.
  - Martes Santo. Jesús Cautivo y Nuestra Señora de la Victoria.
  - Miércoles Santo. Cristo atado a la Columna y Nuestra Señora de la Misericordia.
  - Jueves Santo. Cristo de la Vera-Cruz y Nuestra Señora de la Esperanza.
  - Viernes Santo (Madrugá) Nuestro Padre Jesús Nazareno y María Santísima del Pasmo.
  - Viernes Santo (Tarde) Santo Entierro y Soledad de María Santísima de los Dolores.
  - Domingo de Resurrección. Cristo Resucitado y Nuestra Señora de las Alegrías.
- Las Cruces de Mayo que se celebran en el mismo mes:
  - Hdad Santa Cruz de la Calle Niebla.
  - Hdad Santa Cruz de la Calle Santa Ana y Ntra. Sra. del Mar.
  - Hdad Santa Cruz de Montañina.
- Veladas de San Antonio y San Juan. Celebradas en junio en torno a la festividad de estos dos Santos.
- 15 de agosto. Fiesta de la Asunción de la Virgen, se celebra solemne procesión de Ntra. Sra. del Mar por las calles del pueblo.
- Fiestas patronales, el 12 de septiembre. Día de la Virgen de las Mercedes. Es el día grande de Bollullos, el cual se viste con sus mejores galas. Por la mañana se celebra Función principal en honor de la Virgen y por la noche Nuestra Señora de las Mercedes recorre las calles de su pueblo hasta bien entrada la madrugada.
- Feria del pueblo que se celebra del 12 al 16 de septiembre, en honor a la patrona, la Virgen de las Mercedes, así como al vino, realizándose actos de exaltación al mismo.
- 7 de diciembre. Quema de las Gamonitas. La quema de las gamonitas es una fiesta pagana de connotaciones religiosas, ya que a pesar de que la tradición se pierde en el tiempo, viene, según se cree, de la quema de enseres, ropas o muebles, junto a plantas aromáticas: tomillo, romero, eucalipto... para acabar con la epidemia de cólera que azotó las tierras del Condado de Niebla. Hoy en día no se queman plantas aromáticas sino la planta denominada gamón común (Asphodelus ramosus), siendo las gamonitas las antorchas o manojos que se hacen con las ramas secas de estas plantas. Estas se recogen en los vallados de los caminos o bosques de la zona, se amontonan y se secan para confeccionar con ellos los haces que se queman en la víspera del 8 de diciembre.
- 8 de diciembre: La Santísima Virgen de las Mercedes vuelve a procesionar en conmemoración por haber librado a su pueblo del cólera morbo.